# Laure Duthilleul
Pour les articles homonymes, voir Duthilleul.
 (novembre 2011).
Si vous disposez d'ouvrages ou d'articles de référence ou si vous connaissez des sites web de qualité traitant du thème abordé ici, merci de compléter l'article en donnant les références utiles à sa vérifiabilité et en les liant à la section « Notes et références ».
Laure Duthilleul, née le 14 janvier 1959 à Versailles, est une actrice, scénariste, réalisatrice française.

## Biographie

### Famille et vie privée
Laure Duthilleul est la fille de Jean Duthilleul et la sœur de Jean-Marie Duthilleul, tous deux architectes.
Avec le musicien Bernard Lubat, elle a un fils, Louis, lui-même musicien (batteur).

### Formation
Elle étudie au lycée Victor-Duruy dans la fin des années 1970.
Elle est diplômée d'HEC.

## Filmographie

### Actrice

#### Longs métrages
- 1980 : Un mauvais fils de Claude Sautet
- 1980 : Très insuffisant d'Hervé Bérard
- 1981 : Diva de Jean-Jacques Beineix
- 1981 : Les matous sont romantiques de Sotha
- 1982 : À toute allure de Robert Kramer
- 1982 : Que les gros salaires lèvent le doigt ! de Denys Granier-Deferre
- 1982 : Qu'est-ce qu'on attend pour être heureux ! de Coline Serreau
- 1983 : Le Jeune Marié de Bernard Stora
- 1983 : Le Destin de Juliette d'Aline Issermann
- 1984 : Le Matelot 512 de René Allio
- 1985 : Le Thé au harem d'Archimède de Mehdi Charef
- 1988 : L'Île aux oiseaux de Geoffroy Larcher
- 1988 : Le bonheur se porte large d'Alex Métayer
- 1989 : Peaux de vaches de Patricia Mazuy
- 1991 : Au pays des Juliets de Mehdi Charef
- 1994 : ...à la campagne de Manuel Poirier
- 1994 : Walk the Walk de Robert Kramer
- 1995 : Sortez des rangs de Jean-Denis Robert
- 1997 : Hölderlin le cavalier de feu (Feuerreiter) de Nina Grosse
- 2001 : Les Âmes câlines de Thomas Bardinet
- 2004 : L'un reste, l'autre part de Claude Berri
- 2005 : Les Fragments d'Antonin de Gabriel Le Bomin
- 2006 : La Disparue de Deauville de Sophie Marceau
- 2011 : Un baiser papillon de Karine Silla-Pérez
- 2011 : La Brindille de Emmanuelle Millet
- 2011 : Toutes nos envies de Philippe Lioret
- 2014 : Marie Heurtin de Jean-Pierre Améris
- 2023 : Goutte d'Or de Clément Cogitore

#### Courts métrages
- 1979 : La Scarpa de Patricia Mazuy[2]
- 1980 : Dead Cats de Patricia Mazuy[3]
- 1984 : La Boiteuse de Patricia Mazuy
- 1986 : Teresa d'Annie-Madeleine Gonzales
- 1992 : Les Envies de Camille de Lionel Hayet
- 2001 : 2 X 2 versions de l’amour de Patricia Bardon

#### Télévision
- 1978 : La fée du robinet d'Alain Nahum
- 1982 : Bonbons en gros de François Dupont-Midi
- 1982 : L'Amour fugitif de Pascal Ortega
- 1982 : Deuil en vingt-quatre heures de Frank Cassenti (minisérie)
- 1982 : On sort ce soir de Gérard Chouchan (1 épisode)
- 1984 : Cinéma 16 de François Dupont-Midi (1 épisode)
- 1984 : Messieurs les jurés d'Alain Franck (1 épisode)
- 1985 : C'était comment déjà d'Hervé Baslé
- 1986 : L'ami Maupassant de Jacques Tréfouël (1 épisode)
- 1987 : Madame le maire de Jean-François Claire (1 épisode)
- 1988 : Le Vent des moissons de Jean Sagols
- 1989 : Bouvard et Pécuchet de Jean-Daniel Verhaeghe
- 1989 : Le Masque de Jean-Daniel Verhaeghe (1 épisode)
- 1989 : Pause-café pause-tendresse de Serge Leroy (1 épisode)
- 1994 : Marie s'en va-t-en guerre de David Delrieux
- 1995 : La Duchesse de Langeais[4] de Jean-Daniel Verhaeghe
- 1996 : Le poids d'un secret de Denis Malleval
- 1996 : Les Steenfort, maîtres de l'orge de Jean Van Hamme
- 1999 : Chasseurs d'écume de Denys Granier-Deferre
- 2000 : Maigret voit double de François Luciani
- 2000 : Mary Lester (épisode : Fortune de mer) de Philomène Esposito : Annick Guiriec
- 2003 : L'instit - épisode 42 (Adrien)
- 2004 : Nos vies rêvées de Fabrice Cazeneuve
- 2007 : Vérités assassines d'Arnaud Sélignac

### Réalisatrice - scénariste
- 2003 : À ce soir — scénario de Laure Duthilleul, Jean-Pol Fargeau, Pierre-Erwan Guillaume Festival de Cannes 2004 : sélection officielle Un certain regard
- 2019 : Les mystères des majorettes de Lorenzo Gabriele (TV)

## Théâtre
- 1984 : Terre étrangère d'Arthur Schnitzler, mise en scène Luc Bondy, Théâtre des Amandiers
- 2001 : Les Bonnes de Jean Genet, mise en scène Alfredo Arias, Théâtre de l'Athénée,   Théâtre des Bouffes-Parisiens